# Thành Hậu
Thành Hậu (tiếng Trung: 誠厚; 1864 – 1917) là một hoàng thân của nhà Thanh trong lịch sử Trung Quốc, người thừa kế 1 trong 12 tước vị Thiết mạo tử vương.

## Cuộc đời
Thành Hậu sinh vào giờ Thìn, ngày 25 tháng 8 (âm lịch) năm Đồng Trị thứ 3 (1864), trong gia tộc Ái Tân Giác La. Ông là con trai trưởng của Lễ Khác Thân vương Thế Đạc, mẹ ông là Đích Phúc tấn Bác Nhĩ Tế Cát Đặc thị.
Năm Quang Tự thứ 10 (1884), tháng 10, ông được phong tước Bất nhập Bát phân Phụ quốc công (不入八分輔國公), được vào Càn Thanh môn hành tẩu. Năm thứ 15 (1889), tháng giêng, được điều sang Ngự tiền hành tẩu. Tháng 10 cùng năm, ông được ban thưởng mặc Hoàng mã quái (黃馬褂).
Năm Dân Quốc thứ 2 (1914), tháng 12, phụ thân ông qua đời, ông được thế tập tước vị Lễ Thân vương đời thứ 13. Năm thứ 6 (1917), ngày 13 tháng giêng (âm lịch), ông qua đời, thọ 54 tuổi, được ban thụy Lễ Đôn Thân vương (禮敦親王). Ông lúc sinh thời không có con, nên tước vị sẽ do Thành Khôn – một người em trong họ của ông thế tập.

## Gia quyến
- Đích Phúc tấn: Qua Nhĩ Giai thị (瓜爾佳氏), con gái của Đại học sĩ, Quân cơ đại thần Vinh Lộc (榮祿), là chị gái của Thuần Vương phi Ấu Lan.
- Con thừa tự: Tuấn Minh (濬銘; 1918 – ?), là con trai thứ hai của Lễ Thân vương Thành Khôn (誠堃). Năm 1929 được cho làm con thừa tự và được thế tập tước vị Lễ Thân vương.